# Nosiviwe Mapisa-Nqakula
Nosiviwe Mapisa-Nqakula (Kaapstad, 13 november 1956) is een Zuid-Afrikaanse politica en anti-apartheid-activiste voor het Afrikaans Nationaal Congres (ANC). Tussen 2004 en 2021 diende zij als minister in de regering van Zuid-Afrika en tussen 2021 en 2024 was ze voorzitter van de Nationale Vergadering, het lagerhuis van het Zuid-Afrikaanse parlement.

## Loopbaan
Mapisa-Nqakula was betrokken bij een onderzoekseenheid van het ANC die de desertie van leden van het Umkhonto we Sizwe naar het Hoog Commissariaat voor de Vluchtelingen onderzocht in Angola.
Vanaf 2004 diende Mapisa-Nqakula 17 jaar lang als minister in opeenvolgende Zuid-Afrikaanse regeringen. Zo was zij van 2004 tot 2009 minister van Binnenlandse Zaken onder de presidenten Thabo Mbeki en Kgalema Motlanthe. Aansluitend nam ze in de eerste zittingsperiode van president Jacob Zuma de positie van minister van Gevangeniswezen op (2009–2012). Daarna werd ze minister van Defensie, een functie die ze behield in de kabinetten Zuma II (2014–2018), Ramaphosa I (2018–2019) en Ramaphosa II (2019–2021).
Aan haar ministerschap kwam een einde toen president Ramaphosa in augustus 2021 een kabinetsherschikking doorvoerde. Kort hierna werd Mapisa-Nqakula benoemd tot voorzitter van de Nationale Vergadering. Ze ruilde hiermee van positie met haar voorgangster Thandi Modise, die het ministerschap van Defensie op zich nam.
In maart 2024 werd de woning van Mapisa-Nqakula in Johannesburg door de politie binnengevallen als onderdeel van een gerechtelijk onderzoek naar beschuldigingen van corruptie die waren geuit toen ze minister van Defensie was. Kort daarop trad ze af als parlementsvoorzitter.
Mapisa is gehuwd met Charles Nqakula, een Zuid-Afrikaans politicus die tussen 2008 tot 2009 eveneens minister van Defensie was.